# Clive Bunker
Clive Bunker (Luton, Bedfordshire, 30 de diciembre de 1946). Baterista inglés, que comenzó participando con Jethro Tull entre los años 1967 y 1971. Dejó el grupo tras la publicación de Aqualung para casarse. Fue reemplazado por Barriemore Barlow, compañero de escuela de Ian Anderson.
Tras su paso por Jethro Tull tocó con Blodwyn Pig (el grupo formado por el exmiembro de Jethro Tull Mick Abrahams), Jude, Aviator, Jeff Pain, Manfred Mann, Jack Bruce, Gordon Giltrap, Anna Ryder, Electric Sun, Steve Hillage, Vikki Clayton, Solstice, Uli Jon Roth, Glenn Hughes y Jerry Donahue.
Su disco el solitario, Awakening, fue publicado en 1988.